# Kingsford Smith PL.7
Die Kingsford Smith PL.7 war ein australisches Agrarflugzeug, das in den 1950er-Jahren von Kingsford Smith Aviation Service entworfen und gebaut wurde.

## Geschichte und Konstruktion
Der Rumpf der PL.7 bestand hauptsächlich aus einem geschweißten Stahlbehälter, der den Tank für den zu verteilenden Dünger bzw. andere Chemikalien bildete und im hinteren Teil den Pilotensitz aufnahm. Angetrieben wurde das Flugzeug von einem Sternmotor Armstrong Siddeley Cheetah X mit 400 PS (298 kW). Das Flugzeug war als abgestrebter Doppeldecker ausgelegt, wobei die unteren Tragflächen etwa ein Viertel schmaler als die oberen waren. Das mit Stoff bezogene Leitwerk befand sich am Ende von zwei von der oberen Tragfläche ausgehenden Leitwerksträgern. Die Maschine verfügte zudem über ein festes Bugradfahrwerk. Der Prototyp flog erstmals am 20. September 1956, verbrannte jedoch 1958, worauf das Projekt eingestellt wurde.

## Technische Daten
| Kenngröße             | Daten                                                  |
| --------------------- | ------------------------------------------------------ |
| Besatzung             | 1                                                      |
| Länge                 | 7,47 m                                                 |
| Spannweite            | 12,44 m                                                |
| Höhe                  | 3,05 m                                                 |
| Flügelfläche          | 23,68 m²                                               |
| Flügelstreckung       | 6,5                                                    |
| Leermasse             | 1007 kg                                                |
| max. Startmasse       | 2268 kg                                                |
| Reisegeschwindigkeit  | 179 km/h                                               |
| Höchstgeschwindigkeit | 203 km/h                                               |
| Dienstgipfelhöhe      | 3900 m                                                 |
| Reichweite            | 547 km                                                 |
| Triebwerke            | 1 × Sternmotor Armstrong Siddeley Cheetah X mit 298 kW |